# Abd al-Fattah Junus
Abd al-Fattah Junus al-Ubajdi (arab. عبد الفتاح يونس العبيدي, ʿAbd al-Fattāḥ Yūnus al-ʿUbaydī; ur. 1944 w Al-Dżabal al-Achdar, zm. 28 lipca 2011 w Bengazi) – libijski polityk i wojskowy, były minister spraw wewnętrznych i generał major. Zrezygnował z funkcji 22 lutego 2011 roku, w reakcji na krwawe tłumienie protestów społecznych oraz zaapelował do wojska o przyłączenie się do protestujących i odpowiedź na ich „uzasadnione żądania”.

## Życiorys
W rozmowie z Johnem Simpsonem 25 lutego 2011 roku powiedział, że Mu’ammar al-Kaddafi będzie walczyć do śmierci lub popełni samobójstwo.
Zginął 28 lipca 2011 roku w Bengazi. Junus został aresztowany i wezwany na przesłuchanie w związku z niezdobyciem miasta Marsa al-Burajka. Padły oskarżenia, że prowadził potajemne rozmowy z rządem w Trypolisie i dlatego został zabity przez swoich ludzi strzałem w głowę po torturach. Razem z nim zabito dwóch oficerów. Z kolei rebelianci uważali, że za zamachem stali zwolennicy rządu al-Kaddafiego, którzy nie mogli mu darować zdrady, bądź islamiści.